# Barélí
Barélí (hindsky बरेली, urdsky باریلی‎) je město v Uttarpradéši, jednom ze svazových států Indie. K roku 2011 v něm žilo přibližně 903 tisíc obyvatel a bylo hlavním městem svého okresu. V blízkosti města se nachází pozůstatky starověkého města Achičchatra.

## Poloha a doprava
Barélí leží v nadmořské výšce přibližně 177 metrů na řece Ramganze, levém přítoku Gangy. Je vzdáleno přibližně 260 kilometrů severozápadně od Lakhnaúu, hlavního města Uttarpradéše, a přibližně 260 kilometrů východně od Dillí a Nového Dillí, hlavního města celé Indie.

## Obyvatelstvo
Přibližně 58 % obyvatel vyznává hinduismus, 38 % islám, zbytek zejména džinismus, sikhismus, buddhismus a křesťanství.

## Dějiny
Písemné zmínky o historické oblasti Paňčála se vyskytují už v Mahábháratě. Za datum založení současného města se ovšem považuje až rok 1537. Za časů vlády mughalského císaře Aurangzéba byli v okolí Barélí usazováni Afghánci, kteří měli dohlížet na vzpurné místní obyvatelstvo. 
Město bylo jedním z center Velkého indického povstání v roce 1857. Na konci 19. století bylo město napojeno na indickou železniční síť. Během období existence Britské Indie se v Barélí nacházela věznice.
V závěru 20. století nastal rychlý populační růst Barélí. V polovině 80. let 20. století město dosáhlo téměř půl milionu obyvatel, v roce 2001 to bylo již 720 000.